# Металопрокатний завод у Латакії (Joudco)
Металопрокатний завод у Латакії (Joudco) — підприємство чорної металургії Сирії, майданчик якого розташований у приморській провінції Латакія.
Завод, який став до ладу в 2002 році, спроможний продукувати 150 тисяч тонн будівельної арматури на рік. Його основне обладнання постачила італійська компанія Pomini.
Проєкт реалізувала компанія Joud Company Steel (Joudco).